# Marko Švabič
Marko Švabič (tudi Švabić), slovenski pisatelj in urednik, * 2. marec 1949, Ljubljana, † 21. januar 1993, Ljubljana.

## Življenjepis
Marko Švabič je na Filozofski fakulteti v Ljubljani študiral primerjalno književnost, nato pa postal svoboden književnik. Bil je član uredništev Tribune in Problemov ter sodelovec skupin OHO in Katalog.

## Literarno delo
Marko Švabič se je uveljavil predvsem s krajšo prozo. Napisal pa je tudi dramo Odrska pripoved o Mladem junaku in 2 radijski igri. Švabičeva besedila so jezikovno in pripovedno izvirna in eksperimentalna. Izhajal je iz modernistične poetike in pri tem uporabil najrazličnejše izrazne možnosti. V njegovih tekstih prevladuje sanjski, fantastični svet, v katerega vdirajo drobci prepoznavne resničnosti; značilni so sarkazem, ironija in parodija. Drugačna od prej omenjenih značilnosti Švabičevega pisanja pa je zbirka Ljubavne povesti, ki se po slogu približuje realistični prozi, dopolnjeni z modernističnimi prijemi. Z njo se Švabič uvršča med začetnike slovenske postmodernistične proze.
- Sonce, sonce, sonce, kratka proza, 1972, 2006
- Hišna vojna, radijska igra, 1973
- Kritično poročilo, radijska igra, [1978]
- Odrska pripoved o mladem junaku, drama, 1978
- Mlad junak, drama, 1979
- Ljubavne povesti, kratka proza, 1982
- Bitka proti prahu, kratka proza,1983
- Zapisovalec svetlobe, radijska igra, 1983
- Poet in polis, kratka proza,1984
- Kritično poročilo, radijska igra,  [1985?]
- Črna luknja, kratka proza, 1987
- Šund roman, roman, 2006
- Návod k použití historie, kratka proza (v češčini), 2011